# D'Olde Skoele

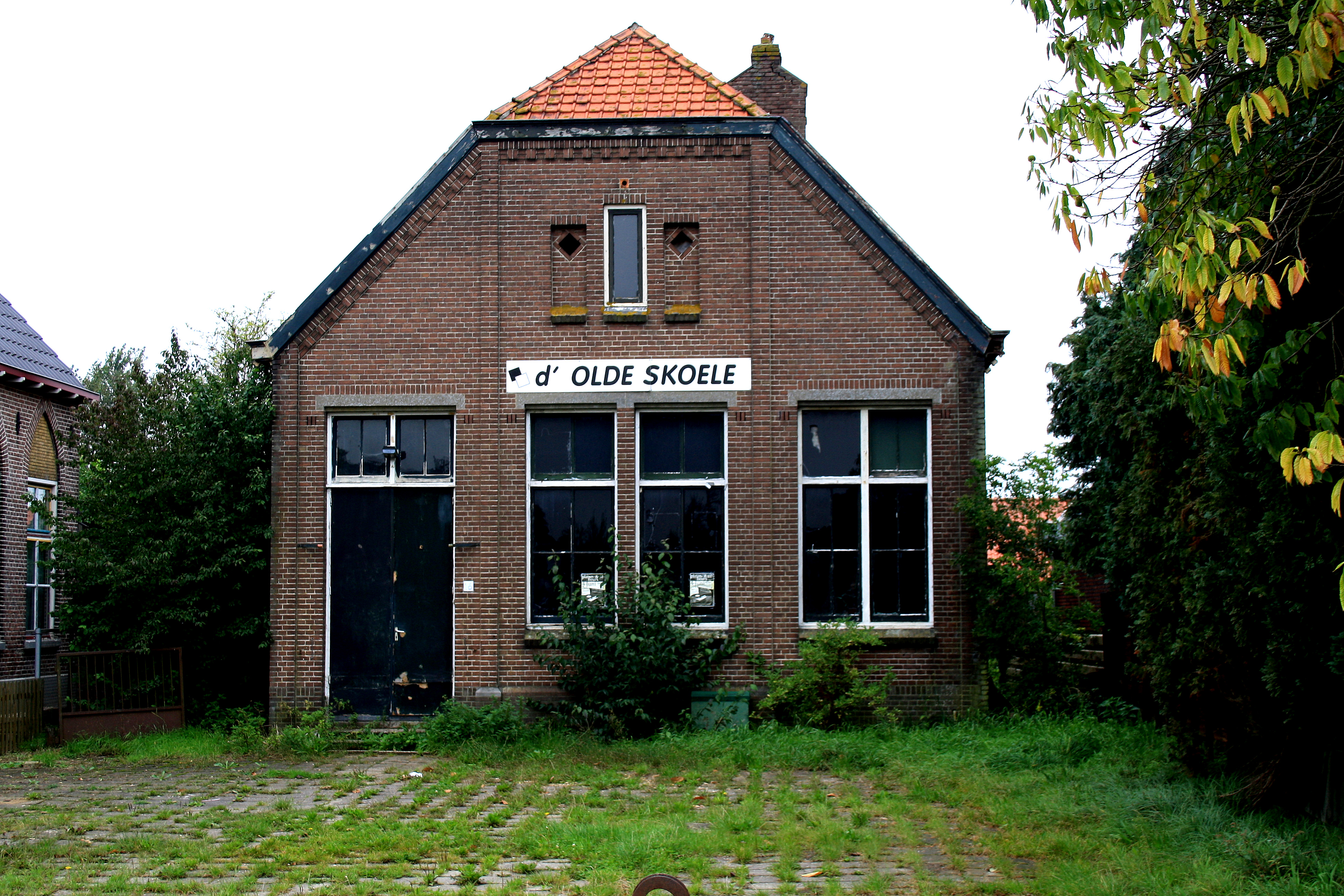
D'Olde Skoele in september 2011.

D'Olde Skoele was een poppodium in Hattem.

## Geschiedenis
De school aan de Zuiderzeestraatweg 16 werd in 1921 opgericht als school van de katholieke kerk van Hattem en is gelegen in de buurtschap Zuiderzeestraatweg net over de IJsselbrug (gezien vanuit Zwolle) tussen Zwolle, Hattem, Zalk en Wezep in Gelderland.
Herman Koopman maakte er in 1970 met een vriend in overleg met de gemeente Oldebroek een jeugdsocïeteit van, voor honderd gulden per jaar. Eén keer in de 14 dagen op zaterdagavond was de sociëteit open. In 1972 werden de twee lokalen aan elkaar getrokken, de muur eruitgehaald, er een bar in getimmerd en een disco gemaakt. Daarna is men overgegaan op optredens van bands.
Sindsdien kreeg het gebouw nationale bekendheid als podium voor bands en als oefenruimte voor plaatselijke bandjes en droeg de naam d' Olde Skoele. De muziekstroming in de d’ Skoele was voornamelijk punk en hardcore. 
Tevens had een motorclub, de Leemcule, in d’ Skoele zijn clubavond.
Het pand werd in december 1985 door de gemeente Hattem aan de Stichting Jeugdwerk d’ Olde Skoele verkocht op voorwaarde dat de stichting naast het organiseren van jeugdwerkactiviteiten het gebouw in goede staat zou houden.

## Einde
In het voorjaar 2018 werd het gemeentelijk monument in overleg met de Stichting teruggekocht door de gemeente Hattem omdat er geen breed aanbod aan activiteiten voor de jeugd meer werd georganiseerd en omdat het voor de gemeente beeldbepalende gebouw in mindere staat van onderhoud was. De gemeentelijke wethouder (Jan van der Heeden) vond het noodzakelijk dat er fors geïnvesteerd moest gaan worden in het gebouw om daarmee de monumentale status te herstellen. In april 2020 kwam d’ Olde Skoele in de openbare verkoop.